# R-195渦輪噴射發動機
R-195渦輪噴射發動機（俄语：Р-195）是蘇聯烏法機器製造局（現聯合發動機公司-烏法發動機製造廠）為了Su-25攻擊機而開發的空用渦輪噴射發動機，它為了對地攻擊機而特別訂製，與其它噴射發動機相比相比有較高的抗損性。

## 簡介
R-195發動機的基礎設計是R-95Sh發動機改良，設計師為在烏法機械製造局首席工程師，研發R-95Sh的榭爾蓋‧阿列克謝維奇·加夫里洛夫。R-95Sh的技術基礎是搭配米格-21戰鬥機而研發的圖曼斯基R-13渦輪噴射發動機，為1960年代設計的渦輪噴射發動機，在引擎設計上並無突出之處，但是為了因應對地攻擊機的惡劣環境需求，採用了較多近代技術強化發動機的穩定運轉能力。 
從阿富汗戰場的實戰經驗需求反饋，R-195提高了在高海拔環境的運轉動力，升級了發動機葉片材質，使發動機可抵抗23公厘機炮射擊。並改良了發動機尾管噴嘴加設了圓錐形的降低紅外線信號尾管，使發動機熱量信號降低，降低追熱飛彈攻擊成功率。
R-195在1984年完成原型機，並在T-8M-1（後來的SU-25T）進行測評，在1986年完成測試，1987年開始量產並搭配在1980年代後期量產的SU-25上使用，與R-95Sh分辨的特徵在發動機尾管設計。

## 衍生型
R-195PF
裝備後燃器的改良版，後燃推力6,200公斤，原計畫用於S-54，但因飛機研發計畫停擺，此型號發動機未實際產製。